# Aspen (cratère)
Pour les articles homonymes, voir Aspen (homonymie).
Le cratère Aspen est un cratère d'impact de 18,48 km de diamètre situé sur Mars dans le quadrangle de Margaritifer Sinus.
Il a été nommé en référence à la ville d'Aspen dans le Colorado, aux États-Unis.